# Bistum Porto Nacional
Das Bistum Porto Nacional (lat.: Dioecesis Portus Nationalis) ist eine in Brasilien gelegene römisch-katholische Diözese mit Sitz in Porto Nacional im Bundesstaat Tocantins.

## Geschichte
Das Bistum Porto Nacional wurde am 20. Dezember 1915 durch Papst Benedikt XV. mit der Apostolischen Konstitution Apostolatus officium aus Gebietsabtretungen des Bistums Goiás errichtet und dem Erzbistum Mariana als Suffraganbistum unterstellt. Am 4. Juli 1924 gab das Bistum Porto Nacional Teile seines Territoriums zur Gründung der Territorialprälatur Bananal ab. Das Bistum Porto Nacional wurde am 18. November 1932 dem Erzbistum Goiás als Suffraganbistum unterstellt wurde. Am 20. Dezember 1954 gab das Bistum Porto Nacional Teile seines Territoriums zur Gründung der Territorialprälatur Tocantinópolis ab. Das Bistum Porto Nacional wurde am 27. März 1956 dem Erzbistum Goiânia als Suffraganbistum unterstellt. Am 11. Oktober 1966 gab das Bistum Porto Nacional Teile seines Territoriums zur Gründung der Territorialprälatur Miracema do Norte ab. Am 27. März 1996 gab das Bistum Porto Nacional Teile seines Territoriums zur Gründung des Erzbistums Palmas ab, dem es als Suffraganbistum unterstellt wurde.

## Bischöfe von Porto Nacional
- Vicente Maria Moreira OP, 1918–1919 (nicht zum Bischof geweiht)
- Raymond Dominique Carrerot OP, 1920–1933
- Alain du Noday OP, 1936–1976
- Celso Pereira de Almeida OP, 1976–1995, dann Bischof von Itumbiara
- Geraldo Vieira Gusmão, 1997–2009
- Romuald Kujawski, 2009–2022
- José Moreira da Silva, seit 2022